# Alsóárma
Alsóárma (szlovákul Arma, korábban Orma) Málas településrésze, korábban önálló falu Szlovákiában, a Nyitrai kerület Lévai járásában.

## Fekvése
Lévától 25 km-re délnyugatra, Málas központjától 3 km-re északnyugatra fekszik.

## Története
Régi birtokosa a Kürthy család volt, 1536-ban mint elpusztult települést említik. 1657-ben 13 jobbágytelket említenek a források. 1663-ban újra kirabolta a török, de újjáépült. 1868-ban a Hunyadi család birtokolta. 1902-ben Szandtner Gusztáv volt a tulajdonosa, akinek Alíz nevű lánya Malcomes báró hitvese lett. 1934-ben Hecht Imre lett a birtokosa, aki 1945-ig birtokolta.
A trianoni békeszerződésig Bars vármegye Lévai járásához tartozott.

## Népessége
1910-ben nem volt önálló község.
2001-ben Málas 562 lakosából 289 magyar és 265 szlovák volt.

## Nevezetességei
- 17. századi kastélyának romjai.